# Tumba de don Pedro de Toledo

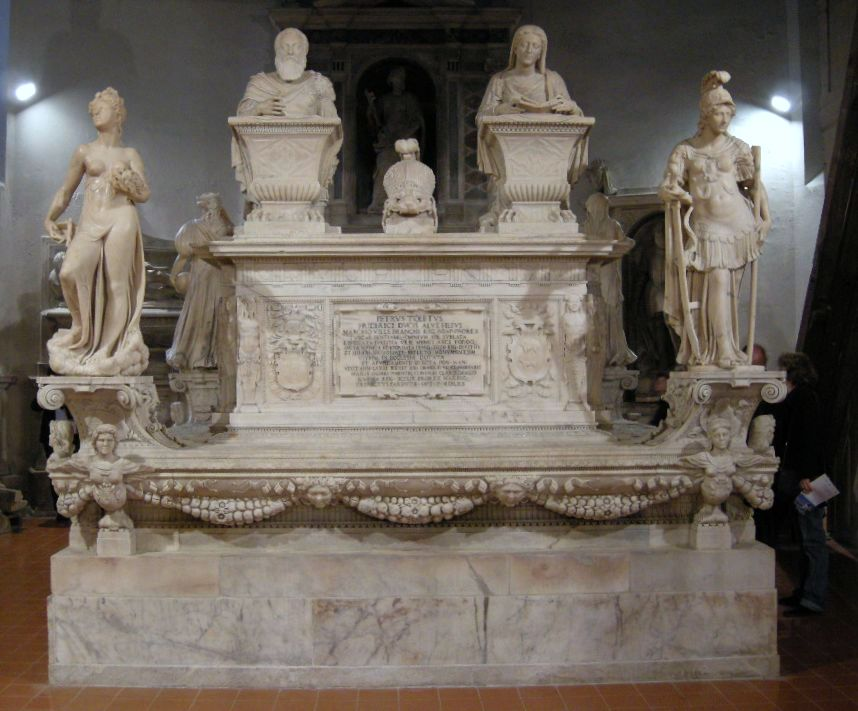
Sepulcro de don Pedro de Toledo

La tumba de don Pedro de Toledo es un monumento funerario dedicado a Pedro Álvarez de Toledo y Zúñiga -virrey de Nápoles- y a María Osorio Pimentel -su primera esposa y II marquesa de Villafranca del Bierzo-, que se ubica en Nápoles, en la Pontificia Real Basílica de Santiago de los Españoles, detrás del altar mayor, y que fue esculpido por Giovanni da Nola, quien -para llevar a cabo la obra- necesitó cerca de veinte años, ya que el mismo fue comisionado cuando don Pedro todavía estaba vivo (alrededor de 1550) y lo acabó en 1570. 

## Historia y descripción
Esta tumba monumental fue encargada por don Pedro Álvarez de Toledo, cuando él todavía estaba vivo. Sin embargo, después de su muerte que tuvo lugar en Florencia en 1553, no pudo ser empleada, ya que aún no había sido terminada. Así el noble fue enterrado en la catedral de Santa María del Fiore en Florencia, mientras que la tumba de Nápoles, una vez terminada, fue pensada para albergar los restos de su hijo García Álvarez de Toledo Osorio.
El monumento es de forma cuadrada, con una base y decorada con cuatro capiteles corintios en las esquinas sobre la que descansan las estatuas alegóricas de las cuatro virtudes cardinales: la templanza, la prudencia, la fortaleza y la justicia. Las cuatro esculturas se atribuyen a Annibale Caccavello y Giovanni Domenico D'Auria.
|              |
| La Prudencia |

|             |
| La Justicia |

|              |
| La Fortaleza |

|              |
| La Templanza |

Por encima del sarcófago, se ven descansando dos estatuas que representan a don Pedro y a su primera esposa, María Osorio Pimentel, II marquesa de Villafranca del Bierzo, con un casco entre los dos personajes. En soportes colocados en el nivel de las estatuas, están talladas las armas personales de las dos familias.

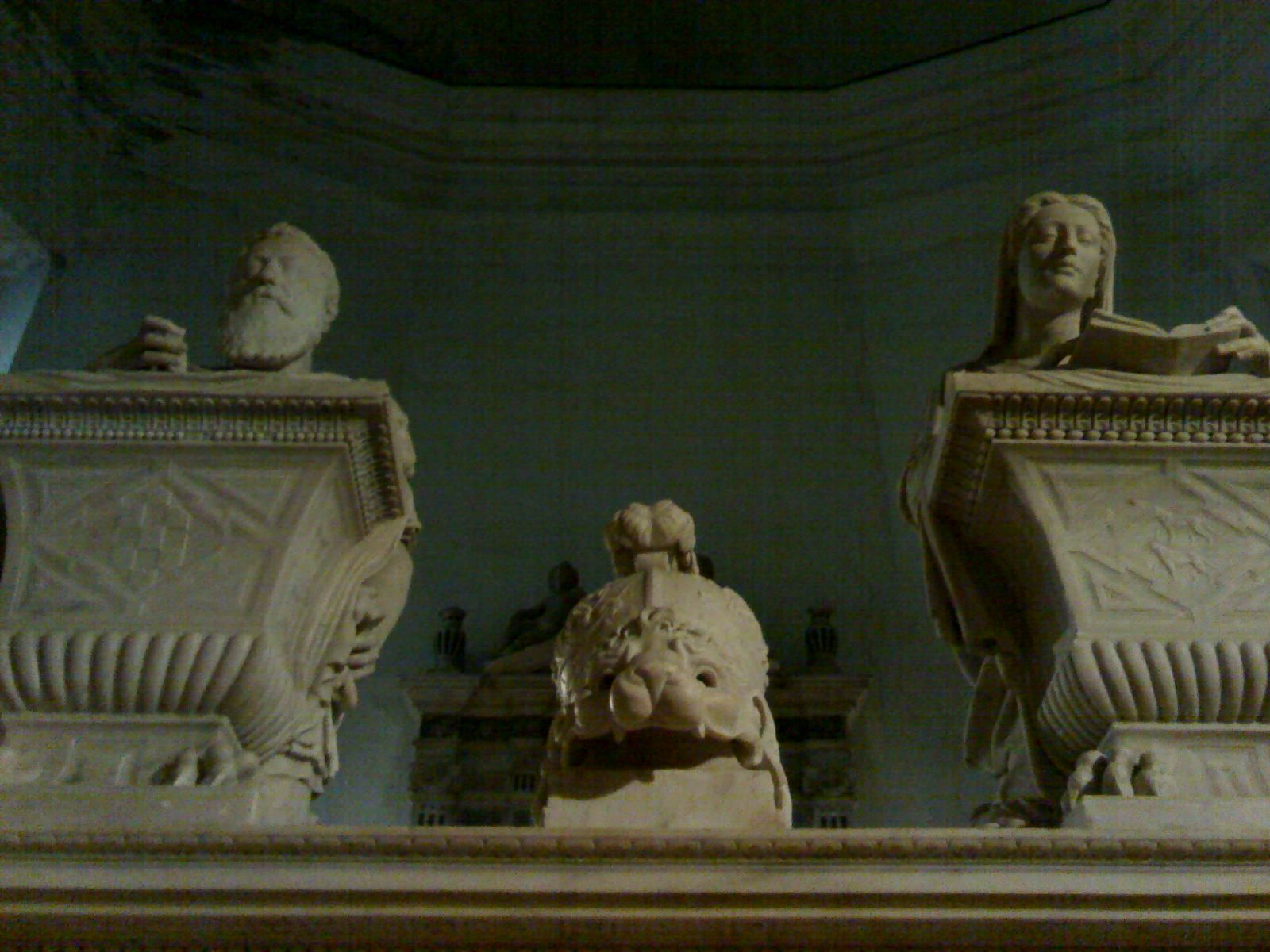
Detalle de las esculturas de don Pedro y de su mujer María Pimentel Osorio con el casco al centro.

El bloque entero se caracteriza por cuatro relieves en la parte central (una por lado). En la parte delantera hay una inscripción que data de 1570, año en que se completó la obra. El grabado, en latín, se lee:

PETRVS TOLETVS
FRIDERICI DVCIS ALVE FILIVS
MARCHIO VILLE FRANCHE REG.NEAP.PROREX
TVRCAR.HOSTIVMQ.OMNIVM SPE SVBLATA
RESTITVTA IVSTITIA VRBE MENIIS ARCE FOROQ
AVCTA MVNITA ET EXORNATA DENIQ TOTO REG DI VITIIS
ET HILARI SECVRITATE REPLETO MONVMENTVM
VIVENS IN ECCLESIA DOTATA
ET AFVNDAMENTIS ERECTA PON MAN
VIXIT ANN.LXXIII REXIT XXI OB.MDLIII VII KL.FEBRVARII
MARIE OSORIO PIMENTEL CONIVGIS CLARIS IMAGO
GARSIA REG.SICILIE PROREX MARISQ.
PREFECTVS PARENTIB.OPT.P.MDLXX

La traducción estimada al español es:

PEDRO DE TOLEDO
HIJO DE FADRIQUE, DUQUE DE ALBA
MARQUÉS DE VILLAFARNCA, GOBERNÓ NÁPOLES EN NOMBRE DEL REY
ABOLIÓ TODA INTENCIÓN DE HOSTILDAD DE LOS TURCOS
RESTITUYÓ LA JUSTICIA EN EL FORO DE LA URBE A LOS HOMBRES DE LA CIUDAD
AUMENTÓ, FORTALECIÓ Y CUIDÓ LAS MÁS POBRES DE TODAS LAS RIQUEZAS REALES
Y CON ALEGRE, COMPLETA Y MONUMENTAL SEGURIDAD LAS QUE ESTÁN EN LA IGLESIA DONADA
CONSTRUIDA APASIONADAMENTE DESDE SUS CIMIENTOS
VIVIÓ LXXIII AÑOS, GOBERNÓ XXI. FALLECIÓ EL XXI DE FEBRERO DE MDLIII
IMAGEN DE SU ILUSTRE CÓNYUGE MARÍA OSORIO PIMENTEL
GARCÍA, MARISCAL GOBERNADOR DE SICILIA EN NOMBRE DEL REY
LA MEJOR PROTECCIÓN A SUS PADRES.MDLXX

A lo largo de la parte frontal izquierda, hay un bajorrelieve que representa la batalla de Otranto, 1538, en la que el virrey español fue a Puglia con sus tropas, su hijo García y el almirante Doria para ahuyentar a los turcos que estaban tratando de conquistar la ciudad de Apulia. Se muestran en escenas en bajorrelieve de la batalla, un grupo de cristianos hecho prisionero por los turcos y a don Pedro a caballo.
El otro bajorrelieve lateral (el derecho de la parte delantera), sin embargo, muestra la Victoria de Bahía, en 1544, contra Barbarroja, que estaba tratando de conquistar Pozzuoli e Ischia. En la escena son visibles en el centro, el castillo aragonés y, en el fondo, la isla de Procida.
La última escena, en la parte posterior del sarcófago, muestra la celebración en honor del emperador Carlos V en una visita a Nápoles en 1535. En la escena se ve a don Pedro esperando en la Puerta Capuana al emperador, este último rodeado por una procesión en el festejo.
|                              |
| Inscripción (parte anterior) |

|                                     |
| Batalla de Otranto (lado izquierdo) |

|                                  |
| Victoria de Bahía (lado derecho) |

|                                                |
| Carlos V en visita a Nápoles (parte posterior) |